# Tandel
Tandel är en kommun i Luxemburg.   Den ligger i kantonen Canton de Vianden och distriktet Diekirch, i den norra delen av landet, 30 kilometer norr om huvudstaden Luxemburg.

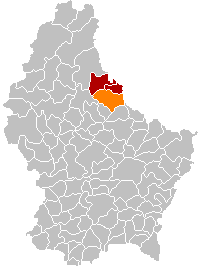
Tandel markerad med orange i karte över Luxemburg

I omgivningarna runt Tandel växer i huvudsak blandskog. Runt Tandel är det ganska tätbefolkat, med 67 invånare per kvadratkilometer.